# Мартін Цумпфт
Мартін Цумпфт (нім. Martin Zumpft; нар. 11 жовтня 1971) — колишній німецький тенісист.
Найвищу одиночну позицію світового рейтингу — 268 місце досяг 29 квітня 1996, парну — 147 місце — 25 вересня 1995 року.

## Титули на челленджерах

### Парний розряд: (2)
| Ранг | Дата          | Турнір        | Покриття | Партнер        | Суперники                 | Рахунок       |
| ---- | ------------- | ------------- | -------- | -------------- | ------------------------- | ------------- |
| 1.   | червень 1994  | Мумбай, Індія | Тверде   | Мартін Сіннер  | Саша Нензель Торбен Тайне | 6–1, 6–4      |
| 2.   | вересень 1995 | Сінгапур      | Тверде   | Кріс Вілкінсон | Нікола Бруно Мозе Наварра | 4–6, 6–1, 6–4 |